# SMS Hertha (1897)
SMS Hertha – niemiecki krążownik pancernopokładowy typu Victoria Louise. W latach 1899−1905 okręt należał do Niemieckiej Eskadry Wschodnioazjatyckiej. Brał udział w stłumieniu powstania bokserów.
Po przebudowie, w ramach której zmieniono uzbrojenie, przebudowano maszynownię, i usunięto jeden komin, od 1908 Hertha służyła jako okręt szkolny. W momencie wybuchu I wojny światowej okręt wraz z trzema jednostkami swojego typu (SMS „Hansa”, SMS "Vineta", SMS "Victoria Louise") został zmobilizowany do 5. Grupy Rozpoznawczej pod dowództwem kontradmirała Gisbertha Jaspera. Po kilku rejsach w pierwszych miesiącach wojny, w listopadzie 1914 krążownik został wycofany z czynnej służby jako zbyt przestarzały, następnie był używany jako hulk mieszkalny. Skreślony z listy okrętów 6 grudnia 1919, złomowany w 1920.